# Charles Koppelman
Pour les articles homonymes, voir Kopelman.
Charles Koppelman, né le 30 mars 1940 à Brooklyn (New York, États-Unis) et mort le 25 novembre 2022, est un musicien, producteur de musique et homme d'affaires américain.
Il a occupé des postes de direction chez EMI, Steve Madden (en), Martha Stewart Living Omnimedia (en) et CAK Entertainment.

## Biographie

### Jeunesse
Charles Koppelman est né dans une famille juive, fils de Ruth et Irving Koppelman,,. Son oncle, Morris Koppelman, détient un brevet pour l'invention de la boîte à œufs.

### Carrière
Charles Koppelman a fait ses débuts dans le monde de la musique en tant que membre du groupe musical The Ivy Three (en), qui a connu un succès au Top 10 en 1960, intitulé « Yogi », d'après le dessin animé Yogi Bear,. Rapidement, Koppelman et son compagnon de groupe et futur partenaire commercial Don Rubin rejoignent l'équipe de compositeurs d'Aldon Music sous la direction de Don Kirshner, un groupe qui comprend Carole King, Neil Sedaka, Barry Mann et Cynthia Weil. Lorsque Columbia Pictures rachète Aldon Music, Koppelman est promu directeur de Screen Gems/Columbia Music, la nouvelle société issue de la fusion. En 1965, avec le soutien financier de son oncle, Leon Koppelman, Koppelman et Rubin quittent Columbia pour former Koppelman/Rubin Associates, une société de divertissement qui signe The Lovin Spoonful la même année. En 1967, Koppleman/Rubin signe The Little Bits of Sound, un groupe de Long Island, New York, au son psychédélique. En 1968, Commonwealth United a acheté Koppelman/Rubin Associates et Koppelman et Rubin sont restés pour diriger la division musicale. En 1968, ils signent le groupe psychédélique The Rahgoos et lui font changer son nom en Gandalf. Au début des années 1970, Koppelman est passé chez CBS Records où il a occupé de nombreux postes, dont celui de vice-président/directeur national de l'A&R. Il a signé des contrats avec des artistes tels que Billy Joel, Dave Mason, Janis Ian, Journey et Phoebe Snow.
Au milieu des années 1970, Koppelman est devenu vice-président/directeur général de l'édition mondiale pour CBS Records. En 1975, il a créé The Entertainment Company avec Martin Bandier (en) et le promoteur immobilier new-yorkais et beau-père de Bandier, Samuel LeFrak (en). La société gère et promeut de manière indépendante des catalogues de chansons et produit des artistes musicaux comme Barbra Streisand, Dolly Parton, Diana Ross, les Four Tops et Cher. En 1981, l'Entertainment Company s'est transformée en une société de production dotée de sa propre équipe de producteurs et de vingt auteurs-compositeurs internes. En 1984, elle a acheté le catalogue de Combine Music, qui contenait 25 000 chansons country. À cette époque, le fils de Koppelman, Brian Koppelman, alors étudiant à l'université Tufts de Boston, découvre la musicienne Tracy Chapman et la présente à son père qui lui fait signer un contrat d'enregistrement,,.
En 1986, Koppelman, Bandier et Stephen C. Swid (en) ont créé SBK Entertainment World, Inc. afin d'acheter les 250 000 titres détenus par CBS Songs pour 125 millions de dollars, le prix le plus élevé jamais payé pour un portefeuille d'édition musicale. SBK est devenu le plus grand éditeur de musique indépendant au monde et a joué un rôle majeur dans la carrière d'artistes comme Michael Bolton, Robbie Robertson, New Kids on the Block, Icehouse, Al B. Sure ! (en) et Eric B. & Rakim,.
En 1989, SBK Entertainment World, Inc. a été vendu à EMI Music pour 300 millions de dollars. Dans le cadre de cette transaction, Koppelman et Bandier ont formé un partenariat avec EMI Music Worldwide pour créer leur propre label, SBK Records. En outre, Koppelman a pris les fonctions de président-directeur général du nouveau label et de président d'EMI Music Publishing. Bandier a reçu les postes de président et de directeur d'exploitation de SBK Records et de vice-président d'EMI Music Publishing. Un an seulement après son ouverture, SBK Records reçoit son premier album de platine avec Pump Up the Jam de Technotronic. SBK Records a ensuite signé des artistes tels que Jesus Jones, Wilson Phillips, Waterfront (en) et Vanilla Ice, entre autres. En 1991, Koppelman et Bandier ont vendu leur part de SBK Records à EMI Music, faisant d'EMI le seul propriétaire du label. Lorsque EMI Music a décidé de consolider ses opérations et a formé EMI Records Group North America, Koppelman a été nommé président et PDG. Pendant son séjour chez EMI, Koppelman a joué un rôle essentiel dans la réunion du chanteur Frank Sinatra avec Capitol Records, qui a donné naissance à l'album Duets (en), vendu à cinq millions d'exemplaires. Koppelman a occupé le poste de PDG jusqu'en 1997,.
De 2000 à 2004, Koppelman a été président de Steve Madden, Ltd. (en) et a dirigé la société pendant que Madden purgeait une peine de prison pour fraude boursière.
En 2005, Charles Koppelman a été nommé président de Martha Stewart Living Omnimedia (en). Koppelman est également apparu comme le bras droit de Martha Stewart dans l'émission The Apprentice : Martha Stewart de NBC en 2005. Il a été PDG de facto de la société de 2008 à 2011, lorsqu'il s'est retiré pour développer sa société, CAK Entertainment. Depuis 2010, Koppelman est directeur de Six Flags Entertainment Corporation et siège également au conseil d'administration de Las Vegas Sands.
En juin 2014, Charles Koppelman a été nommé président de Medient Studios Inc, en remplacement de Manu Kumaran.

### CAK Entertainment, Inc.
Charles Koppelman a fondé CAK Entertainment en 1997. Avec le conseiller général David Fritz et la directrice générale Stephanie Roberts, la société mène des activités de marketing, de développement de marque et de conseil pour des artistes et des entreprises, notamment Marc Anthony et Jennifer Lopez (qui gèrent leur ligne de vêtements et de produits de style de vie avec Kohl's Department Stores), Adam Levine et Nicki Minaj (qui gèrent leur ligne de vêtements et de produits de style de vie avec Kmart), l'artiste country Clay Walker, le commissaire-priseur de voitures Barrett-Jackson (en), Martha Stewart Living Omnimedia et Freehand Music.

### Vie privée
Sa première femme est Brenda « Bunny » Koppelman de même confession que lui ; ils ont trois enfants : Brian, Stacy et Jennifer. Elle décède d'un cancer du pancréas en 2008,.
Le 29 octobre 2011, il épouse Gerri Kyhill Koppelman.
Sa fille, Jennifer Hutt (en), est une personnalité de la radio qui a animé plusieurs émissions de radio, notamment la populaire émission Just Jenny sur Sirius Satellite Radio,.
Son fils, Brian Koppelman, est un scénariste qui a notamment travaillé sur Rounders et Ocean's Thirteen,.